# タイミングベルト

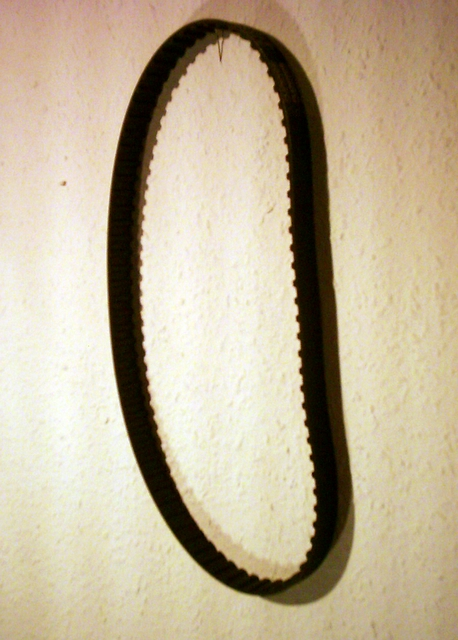
タイミングベルト

タイミングベルト（英語：timing belt）は、自動車やオートバイなどのエンジン部品の呼び名で、クランクシャフトの回転力をカムシャフトに伝え、点火時期やポペットバルブの開閉など、タイミングに関わる部品のこと。「カム・ベルト」とも。

## 概要
エンジンの動作周期の中で「点火」や「バルブの開閉」等々が適切な時期に起きるようにするために、クランクシャフトとカムシャフトの回転周期を一致させる役割を果たしているベルトを指す。
タイミングベルトはクランクシャフトとカムシャフトをプーリーを介して繋いでいる。カムシャフトとクランクシャフトの回転を同期させるために、滑りのない、歯が付いたコグドベルトが使用される。エンジンによってはカムシャフトに加えてオイルポンプやウォーターポンプを駆動するためにも使用される。
タイミングベルトは温度が高くなるエンジンで長期間に渡って使用されるので、耐熱性・耐久性が求められる。ゴム樹脂としては耐熱性に優れた水素添加ニトリルゴム（HNBR）などが使用される。ベルト歯は表面をナイロンなどの歯布で保護されており、摩擦を低減し摩耗を防ぐ役割がある。ベルトは高張力繊維（ガラス、アラミドなどの長繊維）をより合わせた芯線で補強され、伸びを防いでいる。
通常ベルトは引っ張り負荷が加わる側（テンションサイド）、と逆の圧縮負荷側（スラックサイド）に分かれる。
タイミングベルトのテンショナープーリーは、たるみが発生しやすいスラック側に装備され、ばねや油圧ダンパを用いてベルトの張力を適切に調節する。さらに共振、騒音の低減や、位置調節などのためのアイドラープーリーなどが装備される場合が多い。通常ゴミやオイルの付着を防ぐために金属や樹脂製のカバーで保護されている。
エンジン動作中にベルトが破損すると、エンジンの構造によっては深刻な損傷が生じる可能性が高い。特にインターフェアレンスエンジンではベルトの破損時にはバルブとピストンが衝突するなど深刻な損傷（エンジン故障）に繋がる恐れがある。
そのため、タイミングベルトは製品ごとに「交換時期」「交換距離」がメーカーによって指定されており、その指定の年月が経ったり指定の距離数を走った場合は交換すべきものだとされている。またディーゼルエンジンでタイミングベルトを採用した車種を中心に、メーカーによっては推奨交換キロ数に達するとタイミングベルト警告灯を点灯させる仕組みを導入していた。
タイミングチェーンと並び取って代わる存在となっていたが、2000年代以降チェーンの改良により、新型のエンジンでタイミングベルトを使用する例は少なくなっていた。しかしながら2010年代に入り自動車の燃費向上への要求が高まる中、摩擦損失（フリクションロス）の少ないタイミングベルトが高耐久化など性能向上も進む中で見直されており、燃費を重視した新型の小排気量ガソリンエンジンやディーゼルエンジンでのタイミングベルトの採用が復活している。

### 油中式（湿式）
チェーンと同じ雰囲気下で使用されるもので、従来のベルトに比べ高い耐久性がありチェーンに比べ摩擦損失が少なく省燃費性に有利となる。チェーンからの置き換えも容易で、2008年に自動車向けで初採用となったフォードの1.8 L Duratorq-TDCi (Lynx）ディーゼルエンジンは従来のタイミングチェーンをベルトとプーリーに置き換えている。
耐久性ではプジョー208の1.0 Lエンジンではメーカー指定の交換時期は18万キロ、10年で、部品メーカーでは寿命は24万キロをうたっている。
自動車以外では1990年代以降よりホンダ製の汎用小型4ストロークSOHCガソリンエンジンを採用した発電機や、ごく一部の刈払い機などで油中式タイミングベルトが使用されている。
また、日本メーカーの場合では2010年代以降に開発されたホンダのP10A型直列3気筒DOHC12バルブガソリンターボエンジンに油中式タイミングベルトが採用されている。

## 歴史

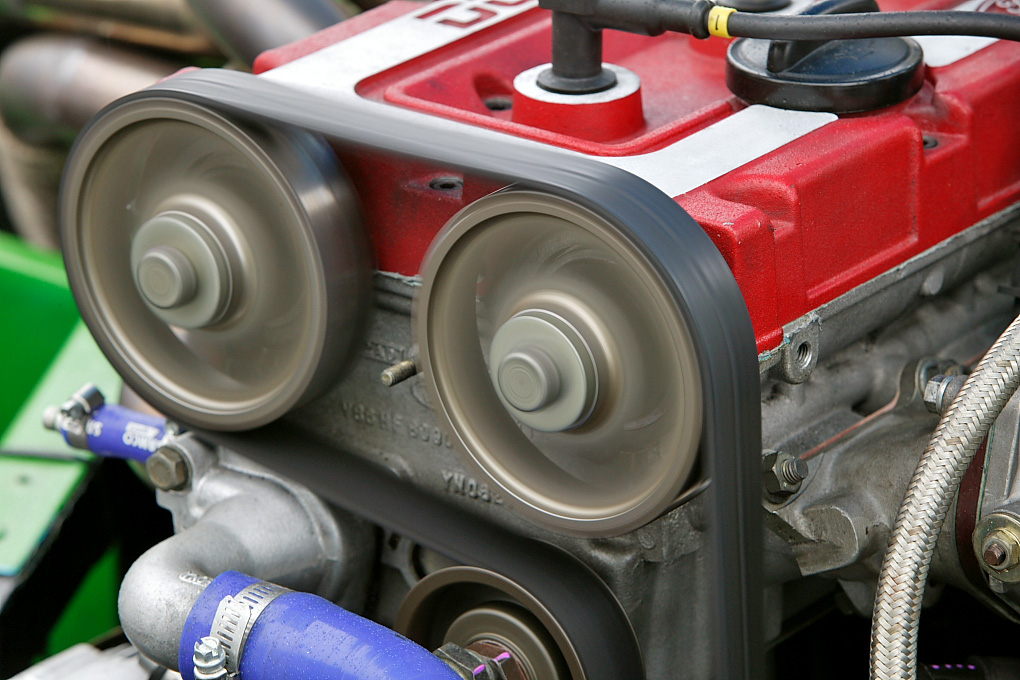
DOHCでの使用例
コスワースBDR

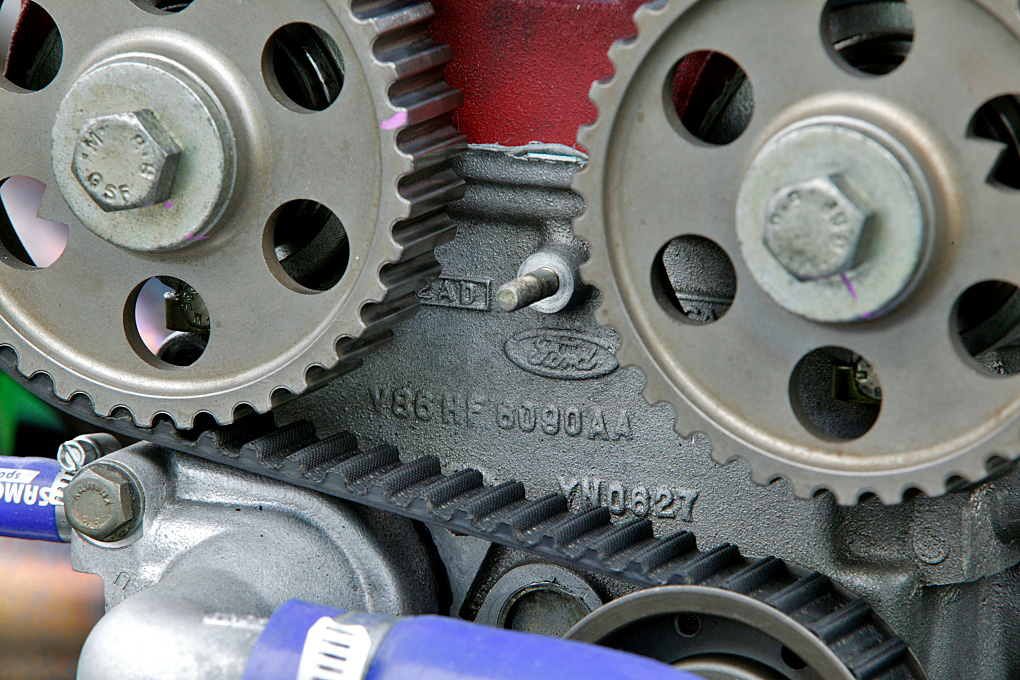
コグドベルトとタイミングプーリー

レシプロエンジンの主流がSVやOHVであった時代は、カムシャフトはクランクシャフトの側にあり、クランクシャフトからギアを介して直接駆動する方式が一般的であった。その後、バルブ追従性を改善する目的で、カムシャフトの位置をシリンダーヘッドに近づけ、プッシュロッドを短くした、ハイマウントカムシャフトが実用化された。その際、カムシャフトの駆動に、それまで一部のレーシングカーやスポーツカーのDOHCに使用が限られていたローラーチェーンが用いられるようになる。これにより、クランクシャフトから離れた場所に動弁系を配置することが容易となった。しかしこの頃のチェーンは、ピッチが粗く騒音が大きく、正確な制御に不向きな面もあり、また、伸び、調整を怠ると、タイミングがずれる欠点もあった。
自動車向けコグドベルト（歯付きベルト）は、米国ユニロイヤル
（現ゲイツラバー）のリチャード･ケースが、1945年に開発した。しかし、1950年代までの、OHVエンジンが主流の市場では普及する機会はなかった。量産車に導入されたのは遙かに下り、1962年にドイツのグラース社が発売した小型乗用車、「グラース1004S」の直列4気筒1000 cc・SOHCエンジンであった。
以後、時を同じくして一般車用エンジンにSOHC方式が広まり始めたことから、コスト、騒音、潤滑、タイミング精度の問題を一気に解決できるベルト駆動方式が普及し、多数のエンジンに採用された。タイミングベルトは1970年代から2000年頃まで、SOHC・DOHCのカムシャフト駆動の中心的役割を担っていた。
その後、ベルトの寿命や耐久性を理由とした信頼性の低さと、エンジンの小型化、スリム化に対応できないベルトの幅の広さから、ベルトに見切りをつけるメーカーが現れた。ローラーチェーンの改良による「コマ」の小型化、低騒音化の実現により、1990年代前半頃からは再びローラーチェーン（タイミングチェーン）を採用するエンジンが現れ、2000年代以降主流となった。
ベルト側の耐久性向上も常に図られ続けている。ベルトの歯型形状は初期の台形状から、時代が進むにつれ応力が集中しないように解析して改良が進められている。また、ベルト自体の材質・構造も進化し、切れにくいように工夫されている。日本車の場合、1990年代後半には国内車においては10年・10万キロメートル、北米市場の車においては10年・16万キロメートル（10万マイル）程度まで交換不要のベルトも生まれていた。さらに芯線のガラス長繊維も従来の汎用ガラス繊維製品であるEガラスから、より高強度なガラス素材を使用するなど、耐久性の向上が図られている。
ベルト幅についても従来の16 - 20 mmから12 mm、10 mmなどへのコンパクト化が試みられており、オイルポンプ用ベルトではチェーン同等の9 mmでの実用例も見られる。

## 自動車用エンジンにおけるタイミングチェーンとの比較
タイミングベルトの長所は以下の通りである。
- 部品として安価
- 潤滑が不要
- 旧来のローラーチェーンと比較すると、ピッチ（歯と歯の間隔）設定の自由度が高い。
- 旧来のローラーチェーンよりも軽量である。
- 旧来のローラーチェーンよりも静粛である。

一方、タイミングベルトには以下の欠点がある。
- 指定距離毎の定期交換が必要となる。一般的な日本製乗用車では10年または10万キロメートル前後が目安とされている。チューニングが施されて出力やトルクが増大されたエンジン、およびスポーツ走行のような過酷な環境で使われたベルトはそれよりも早く交換が必要である。

一例としてホンダ・ビートは説明書に10年または10万キロメートルと記載があるが、かなり高回転を用いるエンジンのため5万キロメートル以内に切れる可能性が高いので、
オーナーは4万キロメートルまたは4年で交換する例が多い。
また、軽自動車で高速・高負荷に対応する場合、小排気量ゆえに高回転域を多用する機会が増え、なおかつベルト自体も細いため、ユーザーやメカニックの判断で指定の期間・距離より早めに交換する例も数少なくない。
- 歯飛び、断裂など、予兆なくベルトが破損することがあり、この時に停止したバルブとピストン上面が干渉する恐れがある。これはバルブクラッシュと呼ばれ、バルブステム曲がり、ピストン破損などの致命的な損傷を招く。
- ピストン側にバルブリセスと呼ばれる逃げを作ることでバルブクラッシュを回避する設計のエンジンもあるが、燃焼室形状が複雑化して火炎伝播にムラが生じること、表面積が増えることで熱損失が増えることなどから燃費改善が困難となる。通常タイミングチェーンの破損は見込まれないため、バルブリセスを不要として燃焼効率を改善したインターフェアレンスエンジンとできる点から、再びサイレントチェーンの採用が広がった。
- 幅が広く、エンジンのスリム化には向かない。
- チェーンケースをリターンオイルやブローバイガスの通路に使うことができないため、しっかりとしたオイルラインを設計する必要がある。
- エンジンのトルク変動、経年劣化により「伸縮」するため、厳密にはバルブタイミングが刻々と変化している。

これらのメリット/デメリットがあるが、最近ではピッチが小さく静粛性の高いサイレントチェーンが開発され、既に広く実用化されているために、絶対的な耐久性に不安のあるタイミングベルトを用いることは少なくなってきている。

## タイミングベルトのメンテナンス
タイミングベルトは一般にはエンジン側面のカバーに覆われており、目視による日常点検ができない。エンジンに高度なチューニングを施した場合、高い負荷の掛かるタイミングベルトの管理には非常な厳格さが要求されるため、エンジンカバーを取り外して剥き出しにしているケースも見受けられる。
しかし、一般的な自動車の場合、そこまで厳格にメンテナンスする必要は全くない。日本車の場合、メーカー指定の交換時期は10年・10万キロメートルという場合が多く、それを守っていればまず問題ない。ただし、ベルト以外の部分のメンテナンスを怠るとベルトにかかる張力が大きくなるため、結果的にベルトの劣化が早まることも十分にあり得る。そこでタイミングベルトを長持ちさせるためには、エンジンオイル、ロングライフクーラントなどのフルード類をこまめに交換することが求められる。さもないとエンジン内部の回転抵抗が増大し、タイミングベルトに余分な負担をかける。エンジンのメンテナンスを怠り続けた車の場合、10万キロメートルを待たずしてタイミングベルトが切れてしまう事例は日常的に確認されているので注意を要する。当然、メーカー側がある程度の安全率を勘案した10年・10万キロメートルという指定である。
油脂類のメンテナンスを日常的に行っている車両でも、静止状態からいきなりアクセルを踏み込む動作（急発進）を行うと、急激なトルク変動によりベルトが引っ張られストレスが掛かり、その寿命を縮めてしまう。低回転からの急激な回転数の上昇は特にタイミングベルトのテンショナーベアリングにも負担を掛けることとなり、異音の原因となる事もある（ファンベルト類も同様である）。

### タイミングベルト交換作業
タイミングベルトの交換作業は、整備技術レベルとしては中級に属する。このため、一般ユーザーはディーラーや修理工場に作業を依頼することが多い。
作業は、タイミングベルト交換を行うための作業スペースの確保のために、その他の補機類（インテークダクト、オルタネータなど）を取り外す。そしてエンジンカバーを外し、テンショナーを取り外した後、タイミングベルトを交換する。この時、冷却水を循環させるウォーターポンプはタイミングベルトを外さないと交換できないエンジンが多いこととポンプ交換の追加工数が少ないこと、さらにほぼ同等の時期での故障が見込まれることから、ウォーターポンプも同時に交換することが多い。
他にも、タイミングベルトを取り外した状態でないと交換できない各シャフトのシール類の交換も同時に行われる場合も多い。
高級スポーツカーの代名詞とも云える、フェラーリでは、指定交換サイクルが2年2万キロ（4年3万キロ）と短い。縦置きミッドシップのモデルでは、タイミングベルトプーリがキャビン側に配置されており、ベルト交換のためにエンジンを下ろす必要があることから作業工賃も高額である。この他スバルなど水平対向エンジンを搭載する車もタイミングベルトを交換する際にエンジンを車体から外すか、他の部品を外してタイミングベルトカバーを外せるだけの空間を確保する必要があるため、タイミングベルト交換にかかる工賃は他のエンジンに比べても高額になる。
エンジン横置きミッドシップ車のホンダ・NSXやトヨタ・MR2、横置きリアエンジンのスバル・サンバーはエンジン搭載状態で交換可能であるが、他のエンジンレイアウトのタイミングベルト交換作業に比べると比較的長い標準作業時間が設定されていることからも、高難易度の整備とされる。